# NGC 1185
NGC 1185 este o galaxie spirală situată în constelația Eridanul. A fost descoperită în 1886 de către Francis Leavenworth. Se află la o distanță de 64,44 de megaparseci de Pământ.